# Anatkina indefinita
Anatkina indefinita är en insektsart som först beskrevs av Walker 1858.  Anatkina indefinita ingår i släktet Anatkina och familjen dvärgstritar. Inga underarter finns listade i Catalogue of Life.